# Marieke Nijkamp
Marieke Nijkamp is een Nederlandse schrijver van romans voor adolescenten (ook in het Nederlandse taalgebied regelmatig young adult novels genoemd).

## Debuut
Begin 2016 verscheen haar debuutroman This is Where it Ends. Er werden meer dan 100.000 exemplaren van verkocht en het stond meer dan een jaar in de bestsellerlijst van de New York Times-bestsellerlijst (categorie young adult). Ze schreef deze roman oorspronkelijk in het Engels en pas later werd deze vertaald in het Nederlands, onder de titel 54 minuten. De roman gaat over een fictieve schietpartij op een middelbare school in Amerika. Gedurende ongeveer een uur worden vier hoofdpersonen gevolgd die elk om eigen redenen de schutter vrezen. 
In 2021 schreef Nijkamp voor Marvel Comics de miniserie Hawkeye: Kate Bishop.

## Persoonlijk leven
Naast haar schrijverschap werkt Nijkamp als ambtenaar bij de Twentse overheid. Ook zet ze zich actief in voor de We Need Diverse Books-beweging, die betrokken is op literatuur waarin mensen figureren die minder vaak een rol krijgen, zoals mensen met een handicap.